# Kunstig generel intelligens
 Ikke at forveksle med Kunstig generativ intelligens.
Kunstig generel intelligens (AGI) er pt (2025) en hypotetisk type yderst autonom kunstig intelligens (AI), der matcher eller overgår menneskelige kognitive evner på tværs af det meste eller alt økonomisk værdifuldt arbejde eller kognitivt arbejde. Dette står i kontrast til smal AI, som er begrænset til specifikke opgaver. Kunstig superintelligens (ASI) henviser på den anden side til AGI, der i høj grad overstiger menneskets kognitive evner. AGI betragtes som en af definitionerne af stærk AI.
At skabe AGI er et primært mål for AI-forskning og for virksomheder som OpenAI, Google og Meta. En undersøgelse fra 2020 identificerede 72 aktive AGI-forsknings- og udviklingsprojekter i 37 lande.
Tidslinjen for at opnå AGI er fortsat et emne for løbende debat blandt forskere og eksperter. Fra 2023 hævder nogle, at det kan være muligt om år eller årtier; andre hævder, at det kan tage et århundrede eller længere; et mindretal mener, at det aldrig vil blive opnået; og et andet mindretal hævder, at det allerede er her. Den bemærkelsesværdige AI-forsker Geoffrey Hinton har udtrykt bekymring over de hurtige fremskridt hen imod AGI, hvilket tyder på, at det kunne opnås hurtigere, end mange forventer.